# Eupithecia hibernica
Eupithecia hibernica là một loài bướm đêm trong họ Geometridae.